# 5 de l'Àguila
5 de l'Àguila (5 Aquilae) és una estrella de la constel·lació de l'Àguila situada a uns 360 anys llum del Sol. Té una magnitud aparent de 5,89.